# مایا مانزا
مایا مانزا (زاده ۱ نوامبر ۱۹۸۵) وزنه بردار اهل قزاقستان است.